# Raimundas Mažuolis
Raimundas Mažuolis (* 9. März 1972 in Vilnius) ist ein ehemaliger litauischer Schwimmer.

## Leben
Mažuolis begann als Kind mit dem Leistungsschwimmen, ab 1979 wurde er von Kuzminà Valentina (1940–2023) in Vilnius trainiert. Er wurde fünf Mal Sowjetischer Juniorenmeister im Freistilschwimmen (1987, 1988: 50 m und 100 m, 1987: 4 × 100 m Staffel). 1987 wurde er Litauischer Meister im Freistilschwimmen über 50 m, 100 m und 4 × 100-m-Staffel. Bei den Junioren-Europameisterschaften 1988 in Amsterdam gewann er fünf Mal (50 m, 100 m, 4 × 100 m, 4 × 200 m Freistil, 4 × 100 m Lagen) und bei den Junioren-Europameisterschaften 1989 in Lydd viermal (100 m, 4 × 100 m, 4 × 200 m Freistil, 4 × 100 m Lagen).
Mažuolis vertrat die Sowjetunion bei den Olympischen Sommerspielen 1988. Dort gewann er eine Silbermedaille als Mitglied des 4 × 100-m-Freistil-Teams, welches aus sechs Sportlern bestand (er selbst trat nur im 3. Vorlauf an). Im gleichen Jahr wurde er zum sowjetischen Meister des Sports internationaler Klasse ernannt. Bei den Schwimmeuropameisterschaften 1989 in Bonn holte er die Bronzemedaille über 100 m Freistil. 1989 wurde er zudem Sowjetischer Meister im 100-m-Freistilschwimmen.
Von 1991 bis 1996 gehörte Mažuolis der litauischen Schwimmnationalmannschaft an. Er war der erste Schwimmer aus dem unabhängigen Litauen, der Medaillen bei Welt- und Europameisterschaften gewann. So wurde er Dritter über 50 m Freistil bei den Schwimmeuropameisterschaften 1993 in Sheffield. Bei den Schwimmweltmeisterschaften 1994 in Rom gewann er ebenfalls die Bronzemedaille über 50 m Freistil und wurde über 100 m Siebter.
Mažuolis vertrat Litauen auch bei den Olympischen Sommerspielen 1992 in Barcelona, wo er Zehnter über 50 und 100 m Freistil wurde, sowie bei den Olympischen Sommerspielen 1996 in Atlanta, wo er über die gleichen Distanzen sowie mit der 4 × 100-m-Lagenstaffel jeweils den 18. Platz erreichte. Bei den Eröffnungsfeiern beider Spiele trat er als Fahnenträger Litauens auf.
19 mal verbesserte Mažuolis litauische Schwimmrekorde (u. a. 50 m Freistil auf 22,08 s und 100 m Freistil auf 49,50 s, beides 1993). 1994 wurde er Litauens Sportler des Jahres.
Von 1987 bis 1991 arbeitete Mažuolis als Instruktor für das Komitee für Körperkultur und Sport. Parallel dazu absolvierte er 1990 das Abendgymnasium in Vilnius.
Mažuolis, der bereits 1992 in Florida trainiert hatte, emigrierte nach der Olympiateilnahme 1996 in die USA. 1998 erhielt er die US-amerikanische Staatsbürgerschaft.